# Eriko Sato (football)
Eriko Sato (佐藤 衣里子, Sato Eriko), née le 25 novembre 1985, est une joueuse internationale de football japonaise.

## Biographie
Le 27 juillet 2003, elle fait ses débuts dans l'équipe nationale japonaise contre l'Australie. Elle compte 2 sélections en équipe nationale du Japon de 2003 à 2008.

## Statistiques
Le tableau ci-dessous présente les statistiques de Eriko Sato en équipe nationale
| Équipe du Japon | Équipe du Japon | Équipe du Japon |
| Année           | Matchs          | Buts            |
| --------------- | --------------- | --------------- |
| 2003            | 1               | 0               |
| 2004            | 0               | 0               |
| 2005            | 0               | 0               |
| 2006            | 0               | 0               |
| 2007            | 0               | 0               |
| 2008            | 1               | 0               |
| Total           | 2               | 0               |